# Kabupaten Nagan Raya
Kabupaten Nagan Raya es una de las Regencias o Municipios (kabupaten) localizados en la provincia de Aceh en Indonesia. El gobierno local del kabupaten y la capital se encuentra en la ciudad de Suka Makmue.
El kabupaten de Nagan Raya comprende una superficie de 3.928 km² y ocupa parte del norte de la isla de Sumatra. Se localiza en la costa oeste de la provincia de Aceh. La población se estima en unos 144.944 habitantes. Este kabupaten se formó como consecuencia de la escisión del Kabupaten Aceh Barat en el año 2002.
El kabupaten se divide a su vez en 5 Kecamatan, 213 Kelurahan / Desa.

## Lista de Kecamatan
1. Kecamatan Beutong
2. Kecamatan Darul Makmur
3. Kecamatan Kuala
4. Kecamatan Seunagan
5. Kecamatan Seunagan Timur
6. Kecamatan Tadu Raya
7. Kecamatan Kuala Pesisir

## Enlaces
- Website de la provincia de Aceh (en indonesio)

- Datos: Q5746